# LibreCAD
LibreCAD este o aplicație pentru proiectarea asistată de calculator, în două dimensiuni, gratuită, cu sursă deschisă. Funcționează pe sisteme de operare Linux, Unix, Microsoft Windows și Mac OS X.
Proiectul LibreCAD a demarat cu scopul de a crea funcții CAM în ediția comunitară a aplicației QCad. Datorită faptului că aplicația QCAD CE era scrisă în vechea librărie de la Qt3 care trebuia modificată pentru mai noua și vasta librărie a Qt4. Așa s-a ajuns la idea creării unei noi aplicații, care a primit numele CADuntu pentru primele două lunii de la apariție, care ulterior a fost modificat în LibreCAD.
Pentru salvarea fișierelor, LibreCAD folosește formatul de fișere DXF pentru importul și salvarea fișierelor. 